# Cartoon Network
Cartoon Network (abreviat deseori ca CN) este un canal de televiziune pe cablu din SUA care difuzează desene animate deținut de Warner Bros. Discovery. Este parte a The Cartoon Network, Inc., o divizie ce include activitățile de difuzare și producție ale Cartoonito, Boomerang, Adult Swim și Toonami sub supravegherea sa. Canalul difuzează în principal desene animate, dar și programe live action. A fost fondat de Betty Cohen (care a fost numită de Ted Turner ca primul președinte al canalului) și lansat în România pe data de 1 septembrie 1998 în limba engleză, iar pe data de 30 septembrie 2002, parțial în limba română, mai precis între orele 17:00 și 19:00.
Este dedicat copiilor cu vârste cuprinse între 6 și 16 ani, dar și conținut destinat pentru vârste mai mari prin intermediul programelor Toonami și Adult Swim (în Statele Unite ale Americii), tratat ca entitate separată în vederea măsurării ratingului. Printre programele originale ale studiourilor Cartoon Network, se numără Laboratorul lui Dexter, Johnny Bravo, Vaca și puiul, Eu sunt Nevăstuică, Fetițele Powerpuff, Ed, Edd și Eddy și Curaj, câinele cel fricos.
Cartoon Network este postul de televiziune pentru copii care difuzează seriale de animație – atât comedii precum Uimitoarea lume a lui Gumball, Să-nceapă aventura, Un show obișnuit, cât și seriale de acțiune și aventuri ca Ben 10, Bakugan, Războiul stelelor: Războiul clonelor sau Generator Rex. Experiența Cartoon Network este completată de jocurile, concursurile și informațiile de pe www.CartoonNetwork.co.uk. Cartoon Network este disponibil în 26 de limbi, în 25 de versiuni separate din 166 de țări și în 260 de milioane de case din întreaga lume.
Din martie 2007, Cartoon Network și TCM au început să emită 24 din 24 de ore, dar numai la unele companii mai mici de cablu TV, la restul companiilor rămânând partajate în continuare. Din 1 ianuarie 2008, Cartoon Network și TCM au început să emită 24 din 24 de ore și la operatorul Orange România (fostul Romtelecom Dolce), apoi din data de 1 septembrie 2010, au început să emită 24 din 24 de ore și la operatorul Vodafone România (fostul UPC România), ca mai apoi, din data de 1 aprilie 2015 și la operatorii Focus Sat, UPC Analogic și Digi TV, iar din data de 20 octombrie 2017 și la operatorul RCS & RDS. Astfel că, din data de 20 octombrie 2017, Cartoon Network și TNT sunt transmise 24 din 24 de ore la toate companiile de cablu TV și satelit din România.
Pe data de 11 august 2018, Cartoon Network a început să fie transmis în format 16:9 pe aplicația/platforma Digi Online (fiind deținută de RCS & RDS), iar pe data de 13 august 2018, a început să transmită în format 16:9 însuși la operatorul RCS & RDS. Începând din data de 15 octombrie 2018, acesta transmite în format 16:9 la toate rețelele de cablu și satelit din România.
Începând din data de 18 decembrie 2019, Cartoon Network HD este disponibil și în România, momentan fiind preluat doar de rețeaua INES. Cartoon Network HD este disponibil și la Interlan din 27 august 2021.

## Istorie

### Context
La data de 4 august 1986, Turner Broadcasting System, deținută de Ted Turner, a achiziționat Metro-Goldwyn-Mayer/United Artists de la Kirk Kerkorian; din cauza datoriilor MGM/UA, Turner vinde MGM-ul înapoi lui Kerkorian la 17 octombrie 1986 după numai 74 de zile. Totuși, Turner a păstrat o mare parte a arhivei MGM/UA cu filme și desene animate lansate până în mai 1986, formând Turner Entertainment.
La data de 3 octombrie 1988 este lansat canalul TNT, care difuzează desenele animate din arhiva MGM. Printre acestea se numărau desenele de scurt metraj Looney Tunes și Merrie Melodies de dinainte de 1948, Merrie Melodies ale lui Harman-Ising și desenele cu  Popeye ale Fleischer Studios/Famous Studios.
În 1991, Turner Entertainment a achiziționat studioul de animație Hanna-Barbera Productions pentru 320 de milioane de dolari.

### Anii '90
La data de 18 februarie 1992, Turner Broadcasting System anunță lansarea unui post destinat exclusiv desenelor animate pe care va difuza o parte din arhiva MGM/UA, dar și desene ale Hanna-Barbera. Cartoon Network nu a fost primul canal de televiziune care s-a bazat doar pe desene animate pentru a atrage audiență; totuși, a fost primul canal care a difuzat desene animate 24 de ore din 24. Turner a decis ca postul să difuzeze non-stop ca urmare a experimentului reușit cu CNN, canal de știri care difuza tot non-stop. Turner a crezut că îl poate replica și cu Cartoon Network.
Cartoon Network a fost lansat la 1 octombrie 1992, aceasta fiind prezentată de Droopy în programul intitulat Droopy's Guide to the Cartoon Network, în timpul căruia a fost difuzat primul desen animat al postului, The Great Piggy Bank Robbery. La început au fost difuzate desenele de scurt metraj ale Warner Bros. (în special Looney Tunes și Merrie Melodies), Popeye (din perioada 1933–1957), MGM și Hanna-Barbera, desene difuzate anterior pe TNT.
Una din provocările cu care Cartoon Network s-a luptat a fost răspândirea limitată în cadrul rețelelor locale de cablu. La lansarea din 1 octombrie 1992, canalul era difuzat de numai 233 de rețele de cablu. Canalul a fost preluat de furnizorii de cablu din New York, Philadelphia, Washington D.C. și Detroit. La data lansării canalului, Cartoon Network avea o librărie de desene animate de peste 8500 de ore. Cartoon Network a beneficiat și de pachetele în care a fost inclus, fiind oferit gratuit odată cu abonarea la canalele surori TNT și TBS. Pe toate cele trei canale au fost difuzate desene noi, printre care The Real Adventures of Jonny Quest, și 2 Stupid Dogs, cu TNT și TBS făcând reclamă programelor difuzate pe Cartoon Network. Ratingurile mari pe care le-a obținut Cartoon Network în următorii doi ani au dus la includerea acestuia pe scară largă. La sfârșitul anului 1994, Cartoon Network a devenit „al cincilea cel mai popular canal de televiziune din Statele Unite”.
Primulul serial original al canalului a fost The Moxy Show, o antologie de desene animate difuzată pentru prima dată în 1993. O altă serie originală produsă de Cartoon Network a fost Space Ghost Coast to Coast în 1994, dar aceasta era compusă din desene animate nelansate sau reciclate din arhiva Hanna-Barbera, invitați reali și reprezentanți ai contraculturii, fiind organizată sub forma unui talk-show parodie. Programul a fost apreciat de adolescenți pentru perspectiva „hip” adoptată. De același tratament a avut parte și spoturile de prezentare ale Scooby-Doo, „Scooby-Doo Project”, o parodie după The Blair Witch Project. Au existat totuși și rebooturi care nu au avut același succes. A Day in the Life of Ranger Smith și Boo Boo Runs Wild (1999) erau două desene de scurt metraj cu o nouă abordare asupra persojelor secundare din Yogi, produse de John Kricfalusi. Stilul de umor din acestea, precum și glumele cu tentă sexuală din ele au fost considerate nepotrivite, astfel că postul Cartoon Network le-a difuzat foarte rar.
În 1994 a fost fondată noua divizie a Hanna-Barbera, Cartoon Network Studios, care a început să lucreze la What a Cartoon! (de asemenea cunoscut sub denumirile World Premiere Toons și Cartoon Cartoons). Programul a debutat în 1995, și includea desene animate de scurt metraj produse de Hanna-Barbera, dar și de alți animatori independenți. Canalul a promovat seria în încercarea de a se întoarce la „zilele clasice” ale studiourilor de animație, oferind control total animatorilor, bugete mari, și fără a-i obliga să recurgă la animație limitată. Proiectul a fost aprobat de conducerea Cartoon Network și animatorii John Kricfalusi și Fred Seibert. Kricfalusi era creatorul seriei animate  The Ren & Stimpy Show, care era angajat pe post de consultant, în timp ce Seibert lucrase la Nicktoons și alte blocuri de desene animate ale Nickelodeon și precum Oh Yeah! Cartoons and Random! Cartoons.
De la lansare până în 1995, crainicii adăugau și articolul „the” înaintea lui "Cartoon Network". În 1996, Turner Broadcasting System a fuzionat cu Time Warner (care sub vechea denumire, Warner Communications, a creat postul rival Nickelodeon în 1977, acum deținut de Viacom). Acest lucru a dus la mărirea arhivei de desene animate cu desenele Sunset Productions de după 1948.
Cartoon Network a reușit să evalueze corect potențialul desenelor animate, unele dintre ele servind ca episoade-pilot pentru noile serii, semnând contracte cu creatorii lor în vederea lansării unor noi serii. Conform unui vot ținut de Cartoon Networn în 1995, cel mai popular scurt-metraj a fost Laboratorul lui Dexter, fiind și primul desen animat inclus în blocul What a Cartoon! în 1996. Între anii 1997 și 1999 au urmat alte trei serii bazate tot pe desenele de scurt metraj prezentate în cadrul What a Cartoon!, și anume Johnny Bravo, Vaca și puiul, I Am Weasel (cu ultimele două ca făcând parte din același serial în două segmente diferite; în cele din urmă Eu sunt nevăstuică a fost produs ca serial separat), Fetițele Powerpuff, Curaj, câinele cel fricos, și Mike, Lu și Og. În 1999 a fost lansat Ed, Edd și Eddy, toate aceste seriale bucurându-se de succes din partea criticilor și în rândul publicului. Toate acestea au fost difuzate mai ales în cadrul blocului de desene Cartoon Cartoon Fridays, noaptea de vineri fiind rezervată premierelor noilor episoade și serii începând cu 11 iunie 1999.
În 1997 Cartoon Network a lansat blocul de programe Toonami. În cadrul acestuia erau difuzate desene animate de acțiune și anime-uri precum Sailor Moon, Tenchi Muyo!, Gundam Wing și Dragon Ball Z. Gazda Toonami-ului a fost până în 1999 personajul Moltar din franciza Space Ghost, urmat de un personaj original, robotul „T.O.M.”. Tot în 1997 compania Teletoon, care avea să vândă CN-ului desene animate în deceniul următor, a lansat canalul Télétoon, pe care au fost difuzate o parte din desenele animate de la Cartoon Network.
La data de 1 septembrie 1998 Cartoon Network a fost lansat și în România, toate desenele fiind difuzate în limba engleză. Inițial postul Cartoon Network a fost partajat cu TNT (și după aceea cu TCM) pe rețelele de cablu românești.

### Anii 2000
La data de 1 aprilie 2000, Cartoon Network a lansat canalul Boomerang, care inițial a fost un bloc de programe în cadrul căruia erau difuzate în principal seriale animate de dinainte de anii '90.
În 2001 au fost lasate trei noi serii originale: Patrula timpului, Samurai Jack și Grim & Evil. La data de 18 iunie, Betty Cohen, care ocupa funcția de președinte a Cartoon Network încă de la lansarea programului, a demisionat din cauza neînțelegerilor avute cu Jamie Kellner, pe atunci CEO al Turner Broadcasting. La data de 22 august Jim Samples este numit managerul general al Cartoon Network Worldwide. La data de 2 septembrie a debutat Adult Swim, cu un episod din Home Movies; blocul de programe era inițial difuzat duminică seara precum și miercurea. Printre programele difuzate se numără Harvey Birdman: Attorney at Law, Sealab 2021, The Brak Show, Aqua Teen Hunger Force și Space Ghost Coast to Coast.
În 2002 au fost lansate Ce s-a întâmplat cu... Robot Jones? și Nume de Cod: Clanul Nebunaticilor de Alături; primul serial nu a avut succes, însă al doilea a fost difuzat până în 2008. La data de 3 iulie 2002 Cartoon Network a lansat primul film bazat pe o serie proprie, Fetițele Powerpuff: Filmul. A primit recenzii pozitive și a avut încasări de 16,4 milioane de dolari și un buget de 11 milioane de dolari.
În 2003 au fost lansate Negrele aventuri ale lui Billy și Mandy și Răul cu Carne, ambele spinoff-uri ale Grim & Evil. Au fost urmate în 2004 de Mega XLR, Casa Foster pentru prieteni imaginari și Hi Hi Puffy AmiYumi. La data de 14 iunie 2004, Cartoon Network și-a schimbat logoul original, cu unul în care au rămas literele „C” și „N”, venind și cu un nou slogan, „Acesta este Cartoon Network!” Această schimbare a făcut parte dintr-o campanie de rebranding în care personaje 2D interacționau într-un oraș general pe calculator compus din locuri din serialele lor. La această dată, aproape toate programele clasice ale Cartoon Network au fost mutate pe Boomerang pentru a face loc noilor serii.
În România, logo-ul original a fost schimbat pe 21 aprilie 2006.
În 2005 au debutat două noi serii originale: Juniper Lee și Tabăra lui Lazlo, urmate în 2006 de Ben 10, Colegul meu de sală e o maimuță, Băiatul Veveriță și Clasa lui 3000. În același an au fost difuzate pentru prima dată trei filme de televiziune: Clanul nebunaticilor de alături: Operațiune Z.E.R.O., Foster's Home for Imaginary Friends: Good Wilt Hunting și Re-Animated. În același an, majoritatea desenelor mai vechi lansate prin Cartoon Cartoons (precum Dexter's Laboratory și The Powerpuff Girls) mai erau difuzate doar în segmente de jumătate de oră în cadrul blocului de programe The Cartoon Cartoon Show.
Jim Samples și-a dat demisia pe 9 februarie 2007, în urma unei amenințări cu bomba din Boston care s-a dovedit a fi o alarmă falsă, cauzată de pachete răspândite în oraș ca parte a unei campanii de marketing care promova serialul Aqua Teen Hunger Force al Adult Swim. Succesorul său, Stuart Snyder, a fost numit în funcție la data de 2 mai. La 1 septembrie, look-ul canalului a fost refăcut, având ca motiv principal cântecul Fall is Just Something That Grown-Ups Invented al celor de la The Hives. Tot în 2007 au debutat serialele Din mintea lui Jimmy, precum și George, regele junglei, 6teen, Chaotic, Bakugan, Exaltații și Drama Totală, toate acestea fiind importate de la canalul canadian Teletoon. Din octombrie 2007 până în 2009, Cartoon Network a difuzat 40 de episoade din fosta serie Fox Kids, Goosebumps.
În 2008 Cartoon Network a anunțat lansarea The Cartoonstitute, condus de animatorii Craig McCracken ca producător executiv și Rob Renzetti, program similar cu What a Cartoon!, prin care se dorea crearea a 150 de seriale animate în 20 de luni. Cartoonstitute a fost anulat după ce animatorul Craig McCracken (creatorul Fetițelor Powerpuff și a Casei Foster pentru prieteni imaginari) a părăsit canalul în 2009, după o activitate de 15 ani. Din serialele create până atunci au fost alese trei: Un show obișnuit, Secret Mountain Fort Awesome și Unchiul bunic. La 14 iulie 2008, canalul a primit o nouă interfață creată de Tristan Eaton și animată de Crew972, prin care au fost incluse personajele numite Noods.
În România, noua interfata a fost introdusă in iunie 2009.
În iunie 2009, Cartoon Network a introdus un bloc de seriale live-action numit „CN Real”, cu seriale precum The Othersiders, Survive This, BrainRush, Destroy Build Destroy, Dude, What Would Happen și Bobb'e Says, dar și filme și programe sportive.
În 2010 logo-ul Cartoon Network a fost modificat din nou, revenind la vechiul design cu tabla de șah, dar rămânând prescurtarea.
În România, noul logo a fost lansat pe 26 noiembrie 2010.
Pe 26 august 2014, logo-ul a fost mutat în partea de sus.
În august 2016, au fost schimbate ident-urile în Check-it 4.0.
Pe 2 februarie 2017, logo-ul a fost micșorat, semn că urmează să treacă la 16:9.
În decembrie 2017, au fost scoase și restul serialelor vechi.
Pe 15 octombrie 2018, Cartoon Network trece la formatul 16:9 și HD.

## Subsidiare și variante locale
Cartoon Network este disponibil în 26 de limbi, în 25 de versiuni separate din 166 de țări și în 260 de milioane de case din întreaga lume.

### Statele Unite ale Americii
Din februarie 2015, Cartoon Network este disponibil pentru aproximativ 96,4 de plătitori (82,8% din locuințele cu televizor) din Statele Unite ale Americii.

### Europa Centrală
În prezent Cartoon Network este difuzat din Varșovia, Polonia în Europa Centrală în trei versiuni audio (engleză, maghiară și română), fiind difuzat 16 ore pe zi (7.00–23.00 CAT), iar TCM (Turner Classic Movies) este difuzat în restul de 8 ore (23.00–7.00 CAT).
Pe 30 septembrie 2002, Cartoon Network Polonia a început să difuzeze în Ungaria și România. Pe 1 octombrie 2009 un canal separat a fost creat pentru Ungaria și România, ambele fiind transmise din Varșovia. Până la 1 octombrie 2009 Cartoon Network era disponibil în patru versiuni audio: română, poloneză, maghiară și engleză. Serialele animate ale postului sunt recepționate în toate colțurile lumii, iar în unele țări sunt dublate. În prezent Cartoon Network este difuzat din Varșovia în Europa Centrală în trei versiuni audio: engleză, maghiară și română.

### În limba arabă
Cartoon Network în arabă a fost a lansat pe 10 octombrie 2010 la 10:10 (EAU). Lansarea canalului coincide cu deschiderea de către Turner Broadcasting System a sediului din Dubai Media City, Emiratele Arabe Unite, care controlează canalul pe plan local. Este o subsidiară a Time Warner din Orientul Mijlociu.
Transmisiunea are loc prin intermediul Arabsat Badr 6 și Nilesat. Cartoon Network Arabia este considerat o alternativă gratuită la canalul Cartoon Network oferit pe bază de abonament în Orientul Mijlociu prin intermediul rețelei Orbit Showtime de rețea, diferențele constând în seriale și limbi disponibile.
În martie 2012, canalul este acum disponibil în high-definition, momentan numai prin intermediul serviciului YahLive.

## Revista Cartoon Network
Revista Cartoon Network a fost o publicație ce apărea în fiecare lună. A fost editată în România de Noriel, sub licența Warner Bros. și tipărită la Regia Autonomă Monitorul Oficial și distribuită de Editura Regală SRL.
În revista Cartoon Network se puteau găsi benzi desenate, postere, jocuri, știri, programul canalului de televiziune Cartoon Network, desene și scrisori ale cititorilor, concursuri, știri despre filme, sfaturi, asemănări între personajele Cartoon Network cu vedete ș.a.
Primul număr a apărut în luna mai 2008. Pe coperta acestuia a fost Ben 10.

## Jocuri video Cartoon Network
- Adventure Time: Hey Ice King! Why'd You Steal Our Garbage?! (2012)
- Adventure Time: Explore the Dungeon Because I Don't Know! (2013)
- Adventure Time: The Secret of the Nameless Kingdom (2014)
- Adventure Time: Finn & Jake Investigations (2015)
- Ben 10: Protector of Earth (2007)
- Ben 10: Omniverse (2012)
- Ben 10: Omniverse 2 (2013)
- Ben 10: Alien Force (2008)
- Ben 10 Alien Force: Vilgax Attacks (2009)
- Ben 10 Alien Force: The Rise of Hex (2010)
- Ben 10: Galactic Racing (2011)
- Ben 10: Ultimate Alien: Cosmic Destruction (2010)
- Camp Lazlo: Leaky Lake Game (2006)
- Cartoon Network Speedway (2003)
- Cartoon Network: Block Party (2004)
- Cartoon Network Racing (2006)
- Cartoon Network Universe: FusionFall (2009)
- Cartoon Network: Punch Time Explosion (2011)
- Codename: Kids Next Door-Operation: V.I.D.E.O.G.A.M.E (2006)
- Dexter's Lab: Chess Challenge
- Dexter's Laboratory: Deesaster Strikes! (2001)
- Dexter's Laboratory: Mandark's Lab?
- Dexter's Laboratory: Robot Rampage
- Dexter's Lab: Science Ain't Fair!
- Ed, Edd n Eddy: The Mis-Edventures (2005)
- Ed, Edd n Eddy: Jawbreaks! (2003)
- Ed, Edd n Eddy: Scam of the Century (2007)
- Foster's Home for Imaginary Friends (joc video) (2006)
- Foster's Home for Imaginary Friends: Imagination Invaders (2007)
- Generator Rex: Agent of Providence (2011)
- Hi Hi Puffy AmiYumi: The Genie and the Amp (2006)
- Hi Hi Puffy AmiYumi: Kaznapped!
- Johnny Bravo: The Hukka-Mega-Mighty-Ultra-Extreme- Date-O-Rama (2006)
- The Grim Adventures of Billy & Mandy (2006)
- The Powerpuff Girls: Chemical X-Traction
- The Powerpuff Girls: Gamesville
- The Powerpuff Girls: Him & Seek
- The Powerpuff Girls: Mojo Jojo A-Go-Go
- The Powerpuff Girls: Mojo Jojo's Clone Zone
- The Powerpuff Girls: Mojo Jojo's Pet Project (2011)
- The Powerpuff Girls: Princess Snorebucks
- The Powerpuff Girls: Relish Rampage (2002)
- The Powerpuff Girls: Bad Mojo Jojo (2000)
- The Powerpuff Girls: Paint the Townsville Green (2000)
- Regular Show: Mordecai and Rigby in 8-Bit Land (2013)
- Samurai Jack: The Amulet of Time (2002)
- Samurai Jack: The Shadow of Aku (2004)
- The Secret Saturdays: Beasts of the 5th Sun (2009)